# قلستا
قلستا (مندایی: ࡒࡅࡋࡀࡎࡕࡀ) از کتاب‌های دینی مندائیان است که در آن به آداب و قوانین ازدواج پرداخته شده‌است. این کتاب به خط و زبان مندایی می‌باشد. این کتاب در سال ۱۹۵۹ توسط لیدی دراور به زبان انگلیسی ترجمه شد. پیشتر در سال ۱۹۲۰ میلادی نیز لیدزبارسکی ترجمه‌ای از این کتاب به زبان آلمانی ارائه کرده‌بود.